# خرگوشچه آمریکای مرکزی
خرگوشچه آمریکای مرکزی (نام علمی: Sylvilagus gabbi) یا دم‌پنبه‌ای گابی گونه‌ای از خرگوش دم‌پنبه‌ای بومی جنوب مکزیک و بیشتر آمریکای مرکزی است. در گذشته به عنوان زیرگونه‌ای از خرگوشچه رایج (Sylvilagus brasiliensis) در نظر گرفته می‌شد، اما تجزیه و تحلیل در سال ۲۰۱۷ تأیید کرد که از نظر ظاهر و ژنتیک به اندازه کافی متمایز است که به تنهایی یک گونه در نظر گرفته شود. ارتباط نزدیکی با خرگوشچه شمالی دارد که برخی از نویسندگان آن را زیرگونه S. gabbi توصیف می‌کنند. نام دم‌پنبه‌ای گابی از دیرینه‌شناس آمریکایی ویلیام مور گاب گرفته شده است.